# Wildflower (serie de televisión)
Wildflower es una serie de televisión filipina transmitida por ABS-CBN desde el 13 de febrero de 2017.
Está protagonizada por Maja Salvador, Joseph Marco y Vin Abrenica, con las participaciones antagónicas de Tirso Cruz III, Aiko Melendez, RK Bagatsing, Roxanne Barcelo, Wendell Ramos y Zsa Zsa Padilla, y las actuaciones estelares de Sunshine Cruz y Christian Vasquez.

## Elenco
- Maja Salvador - Lily Cruz de Torillo / Ivy Aguas
- Tirso Cruz III[4] - Julio Ardiente
- Joseph Marco - Diego Torillo
- Vin Abrenica - Jepoy Madrigal
- RK Bagatsing - Arnaldo Torillo Ardiente
- Roxanne Barcelo - Natalie Alcantara
- Aiko Melendez - Emilia Ardiente de Torillo
- Wendell Ramos - Raul Torillo / "Fake Jaguar"
- Sunshine Cruz - Camia de los Santos de Cruz
- Christian Vasquez - Damian "Jaguar" Cruz / Dante Cruz
- Zsa Zsa Padilla - Helena Montoya / "Red Dragon"
- Yen Santos - Ana Navarro / "Fake Lily Cruz"
- Malou de Guzman - Lorena "Loring" Cervantes
- Bodjie Pascua - Leopando "Pandoy" Cervantes
- Ana Abad Santos - Carlota Navarro
- Isay Álvarez-Seña - Clarita "Claire" de Guzman
- Ingrid de la Paz - Nimfa Naig
- Miko Raval - Marlon
- Dolores Bunoan - Belen
- Raul Montessa - Fernan Naig
- Chinggoy Alonzo - Sen. Pablo Alcantara
- Arnold Reyes - Arthur Vergara
- Richard Quan - Colonel Sanggano
- Bobby Andrews - Gov. Mateo Ruiz
- Jeffrey Santos - Colonel Magbanua
- Carlos Morales - Romulo
- Nina Ricci Alagao - Mercedes Palacio
- Dawn Chang - Myla Lomeda / Ms. Moran
- Sheila Valderrama - Georgina Fisher
- Jett Pangan - William Alvarez
- Rolly Innocencio
- Pinky Amador - Esmeralda de Guzman de Ardiente
- Precious Lara Quigaman-Alcaraz - Isabel Ramos
- Carla Martinez - Alice Rivera
- Anthony Taberna - el mismo
- Menggie Cobarubias - Sebastian
- June Macasaet - aliado de Jaguar (Raul)
- Vivo Quano - aliado de Jaguar (Raul)
- Prince de Guzman - aliado de Jaguar (Raul)
- Angelo Ilagan - aliado de Jaguar (Raul)
- Alex Castro - Rufo
- Zeus Collins - aliado de Jaguar (Damian)
- Luis Hontiveros - aliado de Jaguar (Damian)
- Alma Concepción - Divine Oytengco
- Maika Rivera - Stefanie Oytengco
- Justin Cuyugan - Paterno
- Christopher Roxas - Apollo
- Matrica Mae "Matmat" Centino - Montona
- Jong Cuenco - Lustre
- Michael Flores - Agente Noel Salonga
- Biboy Ramirez - Agente Jude Asuncion
- Jun Urbano - Ramon Lim
- Bernard Laxa - Silverio Victoria
- Bong Regala - Carlos Isidro
- Matthew Mendoza - Oscar Evangelista
- Priscilla Meirelles-Estrada - Prianka Patil Vda. de Aguas
- Xyriel Manabat - Lily Cruz (joven)
- Jesse James Ongteco - Diego Ardiente Torillo (joven)
- Izzy Canillo - Arnaldo Ardiente Torillo (joven)
- Kyline Alcantara - Emilia Ardiente (joven)
- Patrick Garcia - Julio Ardiente (joven)
- Emmanuelle Vera - Helena Montoya (joven)
- Karylle- Venus Flytrap